# Fissidens prionodes
Fissidens prionodes är en bladmossart som beskrevs av Montagne 1835. Fissidens prionodes ingår i släktet fickmossor, och familjen Fissidentaceae. Inga underarter finns listade i Catalogue of Life.